# Santa Coloma de Gramenet

Escut no oficial usat per l'ajuntament de Santa Coloma de Gramenet.

Santa Coloma de Gramenet (anteriorment, Gramenet de Besòs) és un municipi de la comarca del Barcelonès, dins l'àrea metropolitana de Barcelona. Santa Coloma de Gramenet és la setena ciutat més poblada de la província de Barcelona, la novena de Catalunya i la cinquantena d'Espanya.

## Geografia
- Llista de topònims de Santa Coloma de Gramenet (Orografia: muntanyes, serres, collades, indrets..; hidrografia: rius, fonts...; edificis: cases, masies, esglésies, etc).

Santa Coloma de Gramenet és situada a l'est del riu Besòs, entre la Serralada de Marina i el pla de Badalona. Limita al nord amb el municipi de Montcada i Reixac, a l'oest amb el de Barcelona, a l'est amb el de Badalona i al sud amb el de Sant Adrià de Besòs.
La topografia del municipi és bastant accidentada. Perpendicularment al riu Besòs corren tres serralades de nord a sud: la Serra de Sant Mateu (que és la continuació de la Serralada de Marina), la Serra de Mosques d'Ase (també anomenada Montserrat dels Pobres), i la Serra de Sistrells (o Serra d'en Mena). Aquestes tres serres formen entre elles dues valls, per on discorren llurs rieres (avui canalitzades i soterrades: la vall de Carcerenya o vall Pallaresa i la vall de Sistrells, per on discorre el torrent Fondo de Sistrells.
El punt més alt del municipi és el Puig Castellar, anomenat popularment turó del Pollo, amb 303 m.
El clima, dins del context del clima mediterrani subhumit de la costa del Barcelonès i el Maresme, es veu fortament influenciat per la presència del congost del Besòs que canalitza durant l'hivern i la majoria de les nits de l'any, l'aire refredat del Vallès, de forma que les mínimes són perceptiblement les més baixes del Pla de Barcelona i que de les valls més resguardades i exposades al sud del Maresme. Durant les onades de fred del febrer del 1956, desembre del 1962 i gener del 1985 es van fregar els -10 º i en l'onada de calor de juliol del 2003 i juny del 2019 els 40 º. Les precipitacions mitjanes, molt irregulars, van dels 550 mm. al límit amb Sant Adrià del Besòs, als prop de 650 mm. al Puig Castellar, amb un màxim destacat als mesos de setembre i octubre, un de secundari al maig i dos mínims força similars a l'hivern i al juny-juliol. L'agost, com a la majoria de la costa de Barcelona, gràcies a les tempestes i aiguats de finals d'estiu, escapa a la clàssica sequera estival pròpia del clima mediterrani.

## Història

### Edat mitjana
La història de la localitat va començar a l'edat mitjana, uns anys abans de l'any 1000, moment en què s'inicia la repoblació de la zona; d'aquesta època s'acostuma a datar un capitell romànic toscament esculpit prop de l'Església Vella que sembla indicar l'existència d'un petit cenobi i esglesiola que podria haver estat destruïda l'any 985 a causa de la ràtzia d'Almansor. L'any 1019 s'esmenta l'església sota l'advocació de Santa Coloma en un pergamí de Ramon Berenguer I i, especialment, amb més precisió al Cartulari de Sant Cugat fent referència al lloc de Gramenet era sufragània de Santa Maria de Badalona. L'any 1056 ambdues van ser donades per Ramon Berenguer i Almodis a la canònica de la Catedral de Barcelona, amb els seus delmes.
A la baixa edat mitjana Santa Coloma estava formada per un conjunt de cases i masos al voltant de l'església, ubicada a prop del riu Besòs, hi havia uns catorze o quinze masos o casals residencials amb explotacions agràries més importants. Alguns s'han conservat, com Torre Balldovina, Mas Carcerenya, Torre Pallaresa, Mas Fonollar i Can Peixauet i, altres han desaparegut, com Can Franquesa, Mas Marí, Torre Roja, Can Martí, Can Gener, entre d'altres. Eren importants també els molins fariners a la vora esquerra del riu. Com el lloc era una senyoria pertanyent a la seu barcelonina, no va estar subjecte a les servituds feudals, tot i que van anar adquirint importància i prevalença jeràrquica algunes importants cases, com Torre Pallaresa. Els canonges, finalment, van cedir Santa Coloma a la Pia Almoina, institució que cobrava la majoria dels delmes. D'altra banda, els drets que tenien els Montcada sobre Santa Coloma, també sobre Badalona, Tiana i Alella, van passar el 1225 a Ramon de Plegamans, que el 1240 va deixar-los en testament a la catedral de Barcelona. La població va ser considerada poble forà del territori de la ciutat de Barcelona, això va comportar-li moltes franqueses però també obligacions: per exemple, va contribuir econòmicament a la construcció de les muralles. A més, el Consell de Cent va reclamar les rescloses que Santa Coloma havia fet al Besòs per encarrilar les aigües vers els molins.

### Edat moderna
La proximitat de la població al monestir de Sant Jeroni de la Murtra va fer més coneguda la població durant el segle xv. Durant la guerra civil catalana contra Joan II, va haver-hi una important batalla a Torre Balldovina l'any 1471. Fra Aixelà, membre de la Murtra relata que mentre va haver-hi les revoltes remences, a la localitat es van produir saqueigs, incendis i persecucions. D'altra banda, el clima més sa de la zona va servir en moltes ocasions com a refugi de les epidèmies que es succeïen a la capital: l'any 1589, el Consolat de Mar es va refugiar a Santa Coloma. No obstant això, la població sí que va patir alguns trastorns negatius al llarg d'aquesta època: l'allotjament de tropes castellanes al segle xvii, que van cometre excessos; la guerra dels Segadors, que va acabar amb represàlies per haver actuat en contra de l'exèrcit reial; i, també, el poble es va aixecar i va desarmar els terços castellans del sector durant la guerra de Lliga d'Augsburg, el 1689. A pesar d'això, la població va aconseguir anar augmentant i es van dur a terme millores en el sector agrari: es van fer noves plantacions de vinya, es van dessecar aiguamolls i l'augment de l'horta va afavorir l'aparició de safareigs i basses per a rec, alhora que van augmentar les concessions de regatge a través del Rec Comtal. Mentre va durar el bloqueig i setge de Barcelona durant la guerra de Successió, fins a 1714, va comportant el desembarcament i ocupació de cases als pobles forans.

### Edat contemporània
A finals del segle xix diverses famílies de la burgesia barcelonina van posar de moda estiuejar a Santa Coloma: un dels pioners va ser l'historiador Ferran de Sagarra, propietari de la Torre Balldovina i pare del cèlebre poeta Josep Maria de Sagarra.
L'entorn geogràfic, el clima i la proximitat a la gran ciutat van facilitar aquesta migració que es repetia cada any entre els mesos de juny i setembre.
Els senyors van comprar terrenys i van construir les seves cases d'esbarjo que van embellir la fesomia del poble. Les noves construccions es van agrupar envoltant el nucli originari de la vila.
Algunes d'aquestes finques van desaparèixer en l'efervescència especulativa de la dècada dels 60 (can Gordi, can Nohet). Altres van aconseguir salvar-se i han estat recuperades i incorporades al patrimoni de la ciutat com can Muntlló, can Sisteré, can Franquesa o can Mariner, una antiga masia del segle xvii, que a finals del XIX va ser la segona residència dels Roviralta, els qui la van reformar i van ampliar. En la dècada dels vuitanta es va convertir en un casal de barri (la recuperació de la masia i la plaça adjacent, va ser obra de l'arquitecte colomenc Xavier Valls, mort en l'atemptat d'ETA contra els magatzems Hipercor).

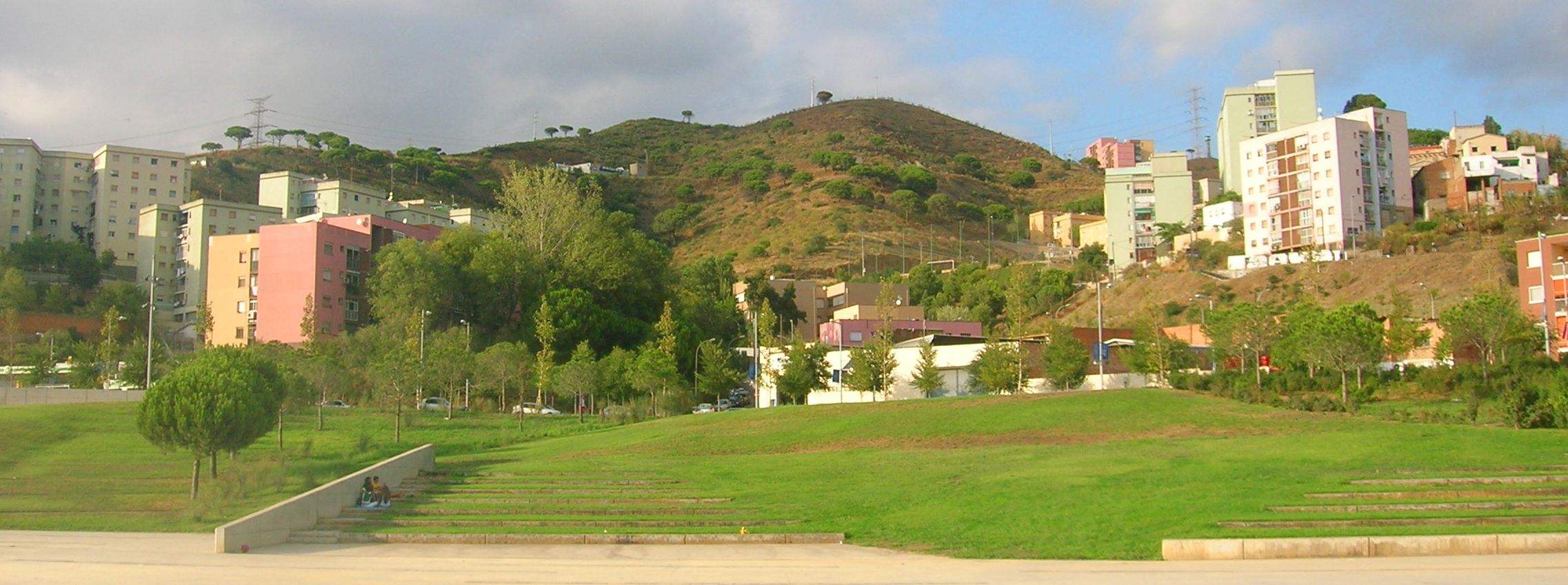
Imatge de Santa Coloma de Gramenet

L'edifici més emblemàtic d'aquella etapa és can Roig i Torres. Avui convertida en escola municipal de música, aquesta mansió, una de les més boniques de la ciutat, barreja de forma harmònica els estils noucentista i modernista. Va ser construïda entre 1906 i 1912 per Rafael Roig i Torres, un home adinerat que, entre altres càrrecs, va ocupar els de cònsol de l'Uruguai a Barcelona i tinent d'alcalde a l'Ajuntament barceloní.
La influència de la colònia barcelonina va ser gran, malgrat que les relacions socials entre estiuejants i nadius sempre van ser molt classistes: alguns forasters evitaven deliberadament el contacte amb el poble pla, es refugiaven en les seves torres amb jardí i, com màxim, es deixaven veure en la missa del diumenge.
La presència temporal d'aquestes famílies adinerades va suposar una millora econòmica per a un sector de la població colomenca. A petició dels estiuejants, l'Ajuntament va crear l'any 1895 la Festa Major d'Estiu per complimentar i acomiadar a tan il·lustres personatges. No obstant això, l'antiga festa de la patrona, el 31 de desembre, mai va deixar de celebrar-se.
En contrast amb aquestes anades i vingudes de famílies riques, es produeixen les dues primeres onades migratòries modernes, encara que de molt reduïdes proporcions: una procedent de l'interior de Catalunya i una altra, d'Aragó, que es va conèixer popularment amb l'apel·latiu dels maños. En els dos casos les dificultats d'integració van ser mínimes. Es tractava de jornalers, mà d'obra agrícola.
El 27 d'octubre de 2009 el seu alcalde, Bartomeu Muñoz (PSC), va ser detingut per la Guàrdia Civil per presumpta implicació en un afer de corrupció (cas Pretòria), juntament amb Macià Alavedra i Lluís Prenafeta, tots dos relacionats amb CDC.

## Demografia

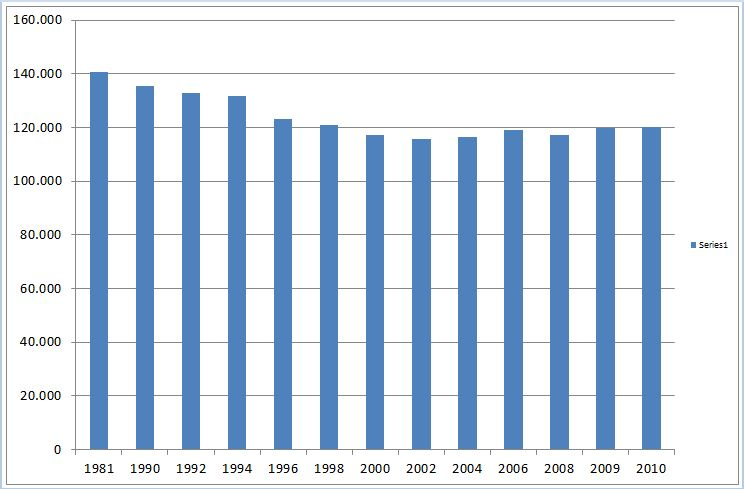
Evolució de la població de Santa Coloma en el període 1981-2010

| 1497 f | 1515 f | 1553 f | 1717 | 1787 | 1857  | 1877  | 1887  | 1900  | 1910  |
| ------ | ------ | ------ | ---- | ---- | ----- | ----- | ----- | ----- | ----- |
| 24     | 22     | 21     | 144  | 609  | 1.304 | 1.602 | 1.632 | 1.510 | 1.869 |

| 1920  | 1930   | 1940   | 1950   | 1960   | 1970    | 1981    | 1990    | 1992    | 1994    |
| ----- | ------ | ------ | ------ | ------ | ------- | ------- | ------- | ------- | ------- |
| 2.728 | 12.930 | 17.318 | 15.281 | 32.590 | 106.711 | 140.588 | 135.486 | 133.006 | 133.006 |

| 1996    | 1998    | 2000    | 2002    | 2004    | 2006    | 2008    | 2010    | 2012    | 2014    |
| ------- | ------- | ------- | ------- | ------- | ------- | ------- | ------- | ------- | ------- |
| 123.175 | 120.958 | 117.127 | 115.568 | 116.503 | 119.056 | 117.336 | 120.060 | 120.593 | 118.738 |

| 2016    | 2018    | 2020    | 2022    | 2024    | 2026 | 2028 | 2030 | 2032 | 2034 |
| ------- | ------- | ------- | ------- | ------- | ---- | ---- | ---- | ---- | ---- |
| 117.153 | 118.821 | 120.443 | 117.981 | 121.203 | -    | -    | -    | -    | -    |

### Origen de la població per Comunitats Autònomes

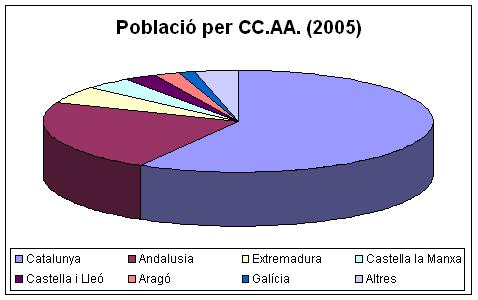
Origen de la població de Santa Coloma per Comunitats Autònomes

| Comunitat Autònoma  | Població | Percent.(%) |
| ------------------- | -------- | ----------- |
| Catalunya           | 55.815   | 58,31%      |
| Andalusia           | 22.436   | 22,63%      |
| Extremadura         | 5.390    | 5,44%       |
| Castella - la Manxa | 3.847    | 3,88%       |
| Castella i Lleó     | 2.869    | 2,89%       |
| Aragó               | 1.825    | 1,84%       |
| Galícia             | 1.395    | 1,41%       |
| Altres              | 3.576    | 3,60%       |
| Total               | 99.153   | 100%        |

## Districtes i barris
El municipi de Santa Coloma està organitzat administrativament en 6 districtes, els quals comprenen un o més barris. Cada districte consta de 2 regidors de districte.
| Districte 1 - El Centre - Can Mariner Districte 2 - El Cementiri Vell - El Llatí - La Riera Alta Districte 3 - Can Franquesa - Can Calvet - El Singuerlín. A principis del segle xx era poc habitat amb vinyes, oliveres, etc. i posteriorment s'hi va construir un barri residencial amb barcelonins. Actualment és un dels barris més densos de la ciutat. - La Guinardera - Les Oliveres - Barri de la Serra de Marina Districte 4 - El Riu Nord - El Riu Sud Districte 5 - El Raval - Santa Rosa - Els Safaretjos Districte 6 - El Fondo |

## Política i govern

### Composició de la Corporació Municipal
El Ple de l'Ajuntament està format per 27 regidors. En les eleccions municipals de 2019 el Partit dels Socialistes de Catalunya-Compromís per Barcelona-Units-Candidatura de Progrés (PSC-CP) obtingué 17 regidors, Ciutadans - Partit de la Ciutadania (Cs) n'obtingué 4, En Comú Podem Santa Coloma-En Comú Guanyem (ECP-SCG-ECG) 3, i Esquerra Republicana de Catalunya-Acord Municipal (ERC-AM) 3.

### Eleccions municipals
Des de les primeres eleccions després del franquisme, l'any 1979, i fins al 1991, l'Ajuntament de Santa Coloma de Gramenet va estar dirigit per Lluís Hernández i Alcàsser del Partit Socialista Unificat de Catalunya (PSUC) entre 1979 i 1987, i d'Iniciativa per Catalunya Verds (ICV) entre 1987 i 1991 després de la dissolució del PSUC. Des del 1991, el Partit dels Socialistes de Catalunya (PSC) ha governat la ciutat, amb Manuela de Madre Ortega, Bartomeu Muñoz i Calvet i Núria Parlon i Gil com a batlles.
| Eleccions municipals de 26 de maig de 2019 - Santa Coloma de Gramenet                                                                                             |                                                             |                                     |                                     |         |           |          |
| Candidatura | Candidatura                                                 | Candidatura                         | Cap de llista                       | Vots    | Vots      | Regidors |
| | Partit dels Socialistes de Catalunya-Candidatura de Progrés |                                     | Núria Parlon i Gil                  | 22 896  | 50,95 %   | 17 (+3)  |
| | Ciutadans - Partit de la Ciutadania                         |                                     | Dimas Gragera Velaz                 | 6339    | 14,10 %   | 4 (+1)   |
| | En Comú Podem Santa Coloma-En Comú Guanyem                  |                                     | Jonatan Fornés i Martínez           | 4869    | 10,83 %   | 3 (+1)   |
| | Esquerra Republicana de Catalunya-Acord Municipal           |                                     | Samuel Núñez i Amela                | 4454    | 9,92 %    | 3 (+3)   |
| | Altres candidatures                                         |                                     |                                     | 6192    | 13,78 %   | 0 ( -8)  |
| | Vots en blanc                                               |                                     |                                     | 192     | 0,43 %    |          |
| Total vots vàlids i regidors | Total vots vàlids i regidors                                | Total vots vàlids i regidors        | Total vots vàlids i regidors        | 44 942  | 100 %     | 27       |
| | Vots nuls                                                   | Vots nuls                           | Vots nuls                           | 224     | 0,50 %    |          |
| Participació (vots vàlids més nuls) | Participació (vots vàlids més nuls)                         | Participació (vots vàlids més nuls) | Participació (vots vàlids més nuls) | 45 166  | 57,90 %** |          |
| Abstenció | Abstenció                                                   | Abstenció                           | Abstenció                           | 32 843* | 42,10 %** |          |
| Total cens electoral | Total cens electoral                                        | Total cens electoral                | Total cens electoral                | 78 009* | 100 %**   |          |
| Batllessa: Núria Parlon i Gil (15/06/2015) Per majoria absoluta dels vots dels regidors (17 vots del PSC)                                                         |                                                             |                                     |                                     |         |           |          |
| Fonts: Ministeri de l'Interior. Junta Electoral de la Zona de Barcelona. Periòdic Ara. (* No són vots sinó electors. ** Percentatge respecte del cens electoral.) |                                                             |                                     |                                     |         |           |          |

### Alcaldes de Santa Coloma de Gramenet
| Període         | Alcalde o alcaldessa                       | Partit polític   | Data de possessió     | Observacions         |
| --------------- | ------------------------------------------ | ---------------- | --------------------- | -------------------- |
| 1979–1983       | Lluís Hernández i Alcàsser                 | Logotip del PSUC | 19/04/1979            | --                   |
| 1983–1987       | Lluís Hernández i Alcàsser                 | Logotip del PSUC | 28/05/1983            | --                   |
| 1987–1991       | Lluís Hernández i Alcàsser                 | Logotip d'ICV    | 30/06/1987            | --                   |
| 1991–1995       | Manuela de Madre Ortega                    | Logotip del PSC  | 15/06/1991            | --                   |
| 1995–1999       | Manuela de Madre Ortega                    | Logotip del PSC  | 17/06/1995            | --                   |
| 1999–2003       | Manuela de Madre Ortega                    | Logotip del PSC  | 03/07/1999            | --                   |
| 2003–2007       | Bartomeu Muñoz i Calvet                    | Logotip del PSC  | 14/06/2003            | --                   |
| 2007–2011       | Bartomeu Muñoz i Calvet Núria Parlon i Gil | Logotip del PSC  | 16/06/2007 18/11/2009 | Dimissió/renúncia -- |
| 2011–2015       | Núria Parlon i Gil                         | Logotip del PSC  | 11/06/2011            | --                   |
| 2015–2019       | Núria Parlon i Gil                         | Logotip del PSC  | 13/06/2015            | --                   |
| 2019-2023       | Núria Parlon i Gil                         | Logotip del PSC  | 15/06/2019            | --                   |
| Des de 2023     | Núria Parlon i Gil                         | Logotip del PSC  | 17/06/2023            | --                   |
| Fonts: Municat. |                                            |                  |                       |                      |

### Resultats de les eleccions municipals des de 1979
| Partit polític              | 1979   | 1979 | 1983   | 1983 | 1987   | 1987 | 1991   | 1991 | 1995   | 1995 | 1999   | 1999 | 2003   | 2003 | 2007   | 2007 | 2011   | 2011 | 2015   | 2015 | 2019   | 2019 |
| --------------------------- | ------ | ---- | ------ | ---- | ------ | ---- | ------ | ---- | ------ | ---- | ------ | ---- | ------ | ---- | ------ | ---- | ------ | ---- | ------ | ---- | ------ | ---- |
| Partit polític              | % Vots | Reg. | % Vots | Reg. | % Vots | Reg. | % Vots | Reg. | % Vots | Reg. | % Vots | Reg. | % Vots | Reg. | % Vots | Reg. | % Vots | Reg. | % Vots | Reg. | % Vots | Reg. |
| PSC                         | 36,16  | 11   | 38,59  | 12   | 40,24  | 12   | 43,41  | 13   | 42,89  | 12   | 58,34  | 18   | 53,79  | 16   | 53,79  | 17   | 40,72  | 12   | 40,68  | 14   | 50,95  | 17   |
| Som Gramenet                | -      | -    | -      | -    | -      | -    | -      | -    | -      | -    | -      | -    | -      | -    | -      | -    | -      | -    | 18,52  | 6    | 4,99   | 0    |
| PSUC -> IC -> ICV-EUiA->ECP | 43,31  | 13   | 45,83  | 15   | 44,54  | 13   | 40,44  | 12   | 41,28  | 12   | 15,67  | 4    | 18,03  | 5    | 12,15  | 4    | 12,41  | 3    | 7,85   | 2    | 10,83  | 3    |
| CiU->JxCAT                  | 6,65   | 2    | 4,68   | 0    | 7,29   | 2    | 7,65   | 2    | 6,26   | 1    | 7,75   | 2    | 8,22   | 2    | 6,12   | 2    | 6,84   | 2    | 3,63   | 0    | 2,09   | 0    |
| AP -> PP                    | -      | -    | 4,68   | 0    | 2,48   | 0    | 3,03   | 0    | 7,11   | 2    | 9,98   | 3    | 13,98  | 4    | 12,32  | 4    | 17,87  | 5    | 7,77   | 2    | 4,27   | 0    |
| PxC                         | -      | -    | -      | -    | -      | -    | -      | -    | -      | -    | -      | -    | -      | -    | -      | -    | 9,43   | 3    | 3,41   | 0    | -      | -    |
| ERC                         | -      | -    | 1,92   | 0    | -      | -    | 0,37   | 0    | 0,87   | 0    | 1,57   | 0    | 3,85   | 0    | 3,59   | 0    | 1,53   | 0    | 4,76   | 0    | 9,91   | 3    |
| C's                         | -      | -    | -      | -    | -      | -    | -      | -    | -      | -    | -      | -    | -      | -    | 3,88   | 0    | 2,07   | 0    | 11,50  | 3    | 14,1   | 4    |
| GG (Gent de Gramenet)       | -      | -    | -      | -    | -      | -    | -      | -    | -      | -    | -      | -    | -      | -    | 5,01   | 0    | 6,91   | 2    | -      | -    | -      | -    |
| UCD -> CDS                  | 5,61   | 1    | -      | -    | 2,46   | 0    | 0,90   | 0    | -      | -    | -      | -    | -      | -    | -      | -    | -      | -    | -      | -    |        |      |
| PTC                         | 1,92   | 0    | -      | -    | 1,78   | 0    | -      | -    | -      | -    | -      | -    | -      | -    | -      | -    | -      | -    | -      | -    |        |      |
| PCC                         | -      | -    | 3,73   | 0    | -      | -    | 1,97   | 0    | -      | -    | -      | -    | -      | -    | -      | -    | -      | -    | -      | -    |        |      |
| Altres                      | 2,29   | 0    | 5,29   | 0    | 0,60   | 0    | 1,67   | 0    | 0,76   | 0    | 4,99   | 0    | 0,56   | 0    | 1,13   | 0    | 2,22   | 0    | 0,78   | 0    | 2,43   | 0    |
| TOTAL'                      |        | 27   |        | 27   |        | 27   |        | 27   |        | 27   |        | 27   |        | 27   |        | 27   |        | 27   |        | 27   |        | 27   |

## Llocs d'interès

### Torre Balldovina

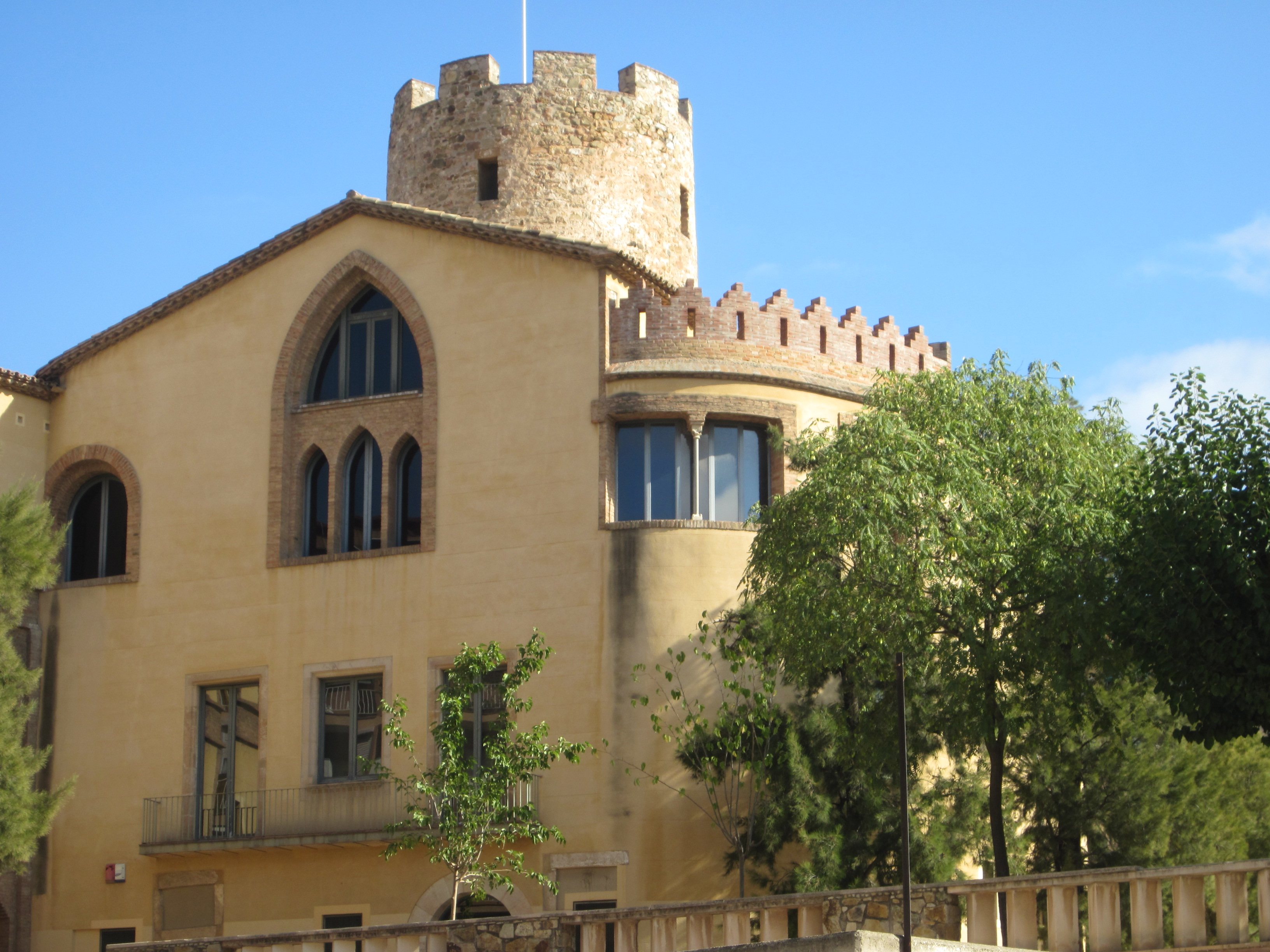
Torre Balldovina

L'element més antic i significatiu és la torre central circular de pedra irregular, amb una alçària de 19 m. Fou construïda entre els segles x i xi amb la finalitat de vigilància i protecció del territori. Apareix documentada l'any 1020 com a Turris Baldovin.
Entre els segles xiii i xiv va perdre el caràcter militar i s'hi afegeixen noves dependències de caràcter residencial i agrícola. No obstant la gran transformació de l'edifici es va dur a terme al segle xviii a mans de la família Segarra. Va esdevenir residència noble de planta baixa i dos pisos, amb una ala perpendicular d'estil modernista afegida entre 1914 i 1918.
L'edifici va ser adquirit el 1972 per l'Ajuntament i a partir de l'any 1986 ha esdevingut el Museu Municipal i Arxiu Històric de la Ciutat. El museu comprèn diverses col·leccions, entre les quals destaca el conjunt de troballes arqueològiques del poblat ibèric del Puig Castellar.

### Torre Pallaresa

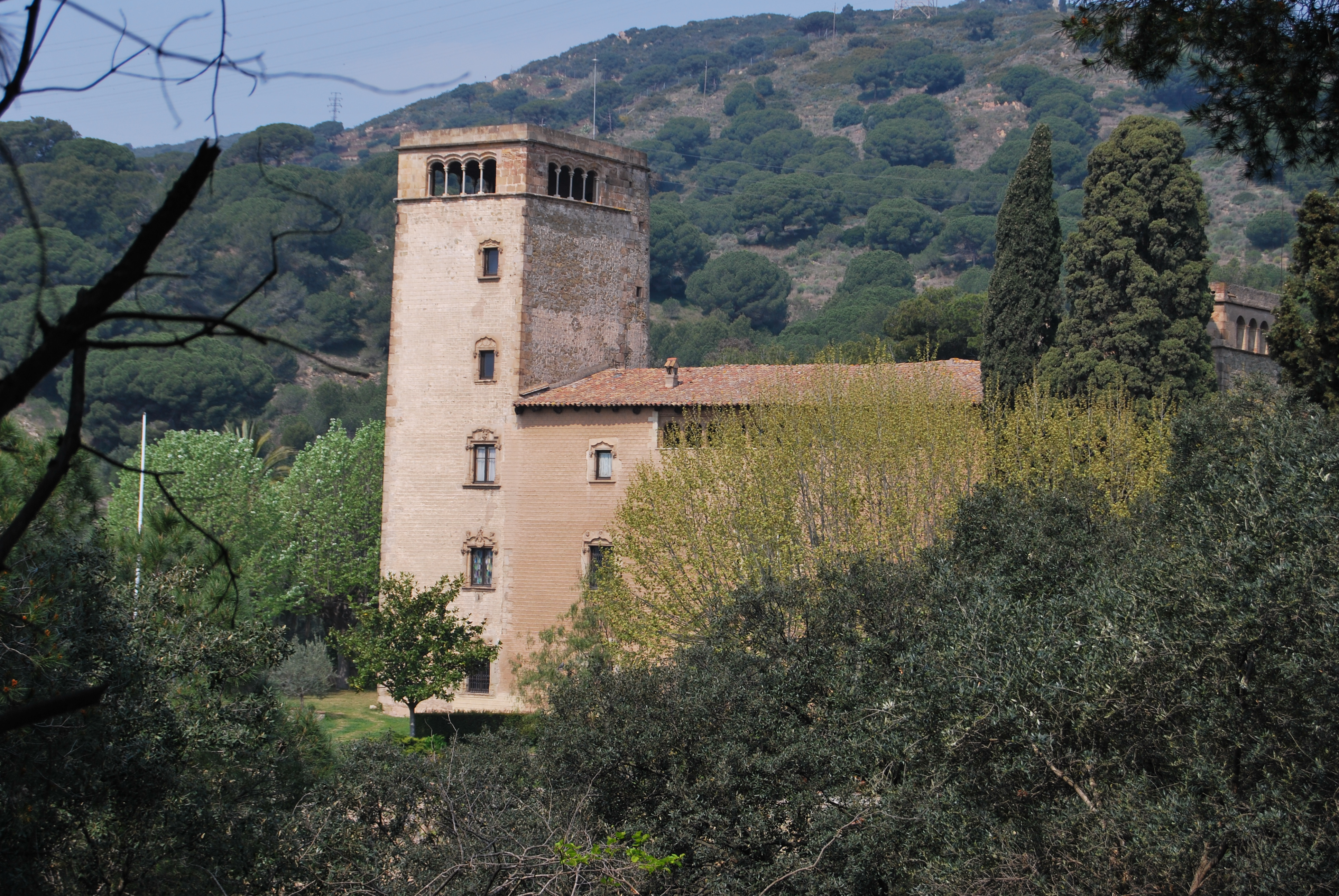
Torre Pallaresa

La Torre Pallaresa és un dels edificis més representatius de l'arquitectura catalana del segle xvi, declarada monument historicoartístic d'interès nacional el 1931. Està situada als afores de la ciutat, en plena vall Carcerenya.
Els historiadors daten els seus orígens pels volts de l'alta Edat Mitjana. Posteriorment, a finals del segle xiv, va passar de la família Carcereny a mans de Jaume Pallarès (d'on li ve el nom). No obstant això, el 1520 la vídua de Pallarès va vendre-la als Cardona. Aquests últims van transformar el vell casal donant-lo l'aparença actual.
L'estructura de l'edifici és d'una planta gòtica amb una galeria de solana damunt i dues torres laterals d'alçària desigual coronades també amb una galeria. La decoració de l'edifici barreja elements gòtics amb renaixentistes (bustos, medallons, motius florals, etc.), on destaca la portada principal i el pati interior.

### Plaça de la Vila
La plaça de la Vila, amb la seva corresponent urbanització, sorgeix a les darreries del segle xix en els terrenys de la desapareguda masia de Can Pascali. El primer nucli d'edificis, conegut com a Casa de la Vila o Ajuntament Nou, data de l'any 1886 i constava de les dependències del govern municipal, juntament amb el jutjat-presó, una escola i unes quantes cases. Des de la seva constitució ha sofert nombroses transformacions. El 1915 es va urbanitzar la plaça pública i un any més tard, el 1916, es va construir el campanar. A finals dels anys 80 del segle xx es duu a terme l'última transformació de la plaça, on destaquen la cascada, la marquesina metàl·lica i les dues torres de llum.
Quant a l'Ajuntament, el seu aspecte actual es deu a les reformes entre els anys 1943 i 1982, les quals han modificat considerablement la fesomia original. L'edifici, de planta i pis, presenta una façana sòbria, decorada només amb el joc d'arcades del portal i del balcó, i amb una balustrada amb cornisa. Remata la façana el rellotge del campanar, sota el qual descansa un baix relleu de l'escut del municipi.

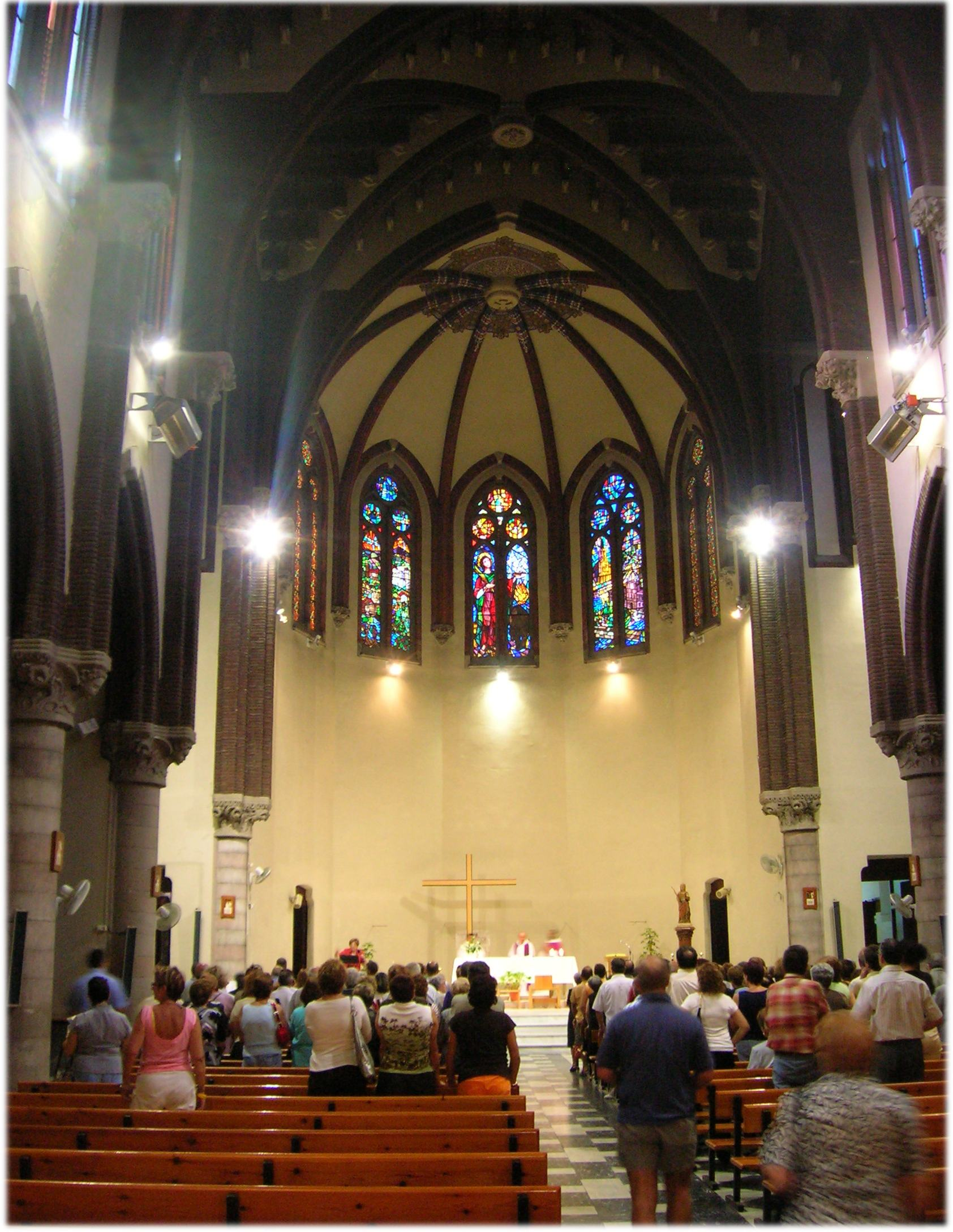
Església major de Santa Coloma.

### Església Major
Va ser construïda entre els anys 1912 i 1915 gràcies a la iniciativa i donació de Mossèn Jaume Gordi i Vallès. Situada a l'eixample de la ciutat, va substituir l'antic temple barroc destruït l'any 1936. L'edifici fou signat per Miquel Pascual i Tintorer, però fou dirigit i projectat per Francesc Berenguer i Mestres dins d'un estil neogòtic, amb tocs del modernisme català.
L'església és d'una sola nau, amb absis poligonal i capelles laterals. La façana principal amb la portada d'arcs ogivals, el gran finestral vidrat i el campanar octogonal coronat amb una agulla cònica dona una gran sensació de verticalitat.
Al costat de l'església trobem l'edifici de la rectoria, d'estil modernista, del mateix autor que l'església, Francesc Berenguer. L'edifici destaca per l'exterior de pedra irregular i les finestres estretes com espitlleres.

L'any 2015 es va celebrar els 100 anys de l'església Major.

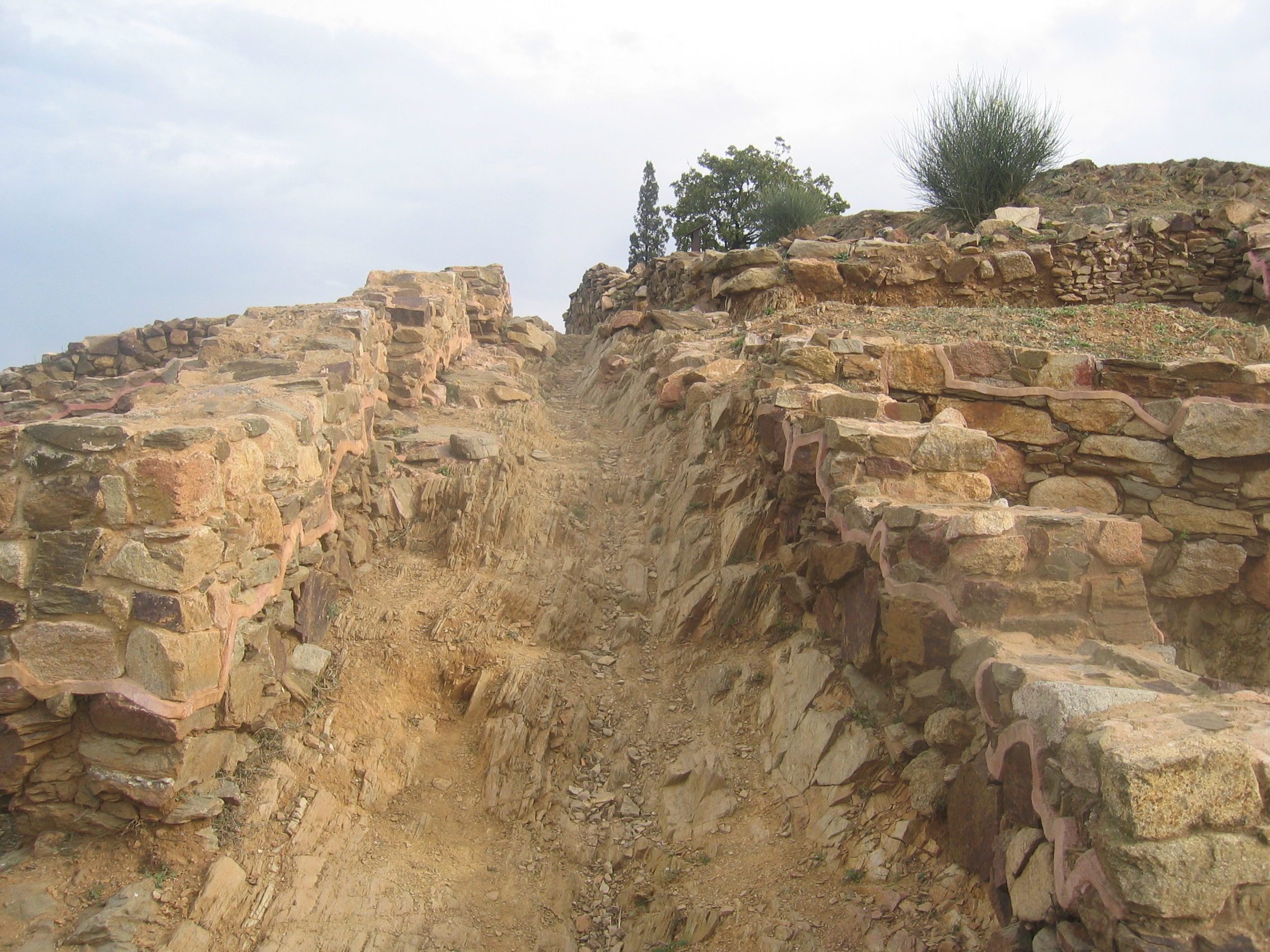
Poblat ibèric del Puig Castellar

### Poblat ibèric del Puig Castellar
El poblat ibèric s'ubica al cim del puig Castellar (o turó del Pollo), de 302 m d'altitud. Es tracta de les restes d'un assentament d'una tribu laietana, fundada als volts del segle vi aC i que va perdurar fins als segles iii aC o II aC, justament amb l'arribada dels romans a les terres.
El poblat era de mida mitjana, dedicat bàsicament a l'agricultura i la ramaderia, tot i que vestigis trobats confirmen activitat comercial amb civilitzacions estrangeres com la grega o la cartaginesa.
L'estructura del poblat és el·líptica, amb tres carrers longitudinals i una superfície d'uns 4000 m², la qual cosa s'estimava uns trenta edificis i una població d'uns 200 habitants. Per la seva defensa i seguretat, el poblat estava rodejat amb una muralla de pedra.
El poblat va ser redescobert el 1902 per Ferran de Sagarra, el qual va realitzar les primeres excavacions i troballes, cedides a l'Institut d'Estudis Catalans. Els treballs van ser continuats per Serra-Ràfols i posteriorment pel centre excursionista Puig Castellar. Actualment la majoria dels objectes descoberts es troben al Museu Torre Balldovina.
Per tal de recuperar el patrimoni històric, l'any 2007 es va celebrar la primera Festa Ibera a la ciutat. Entre les activitats, pensades per a tota la família, van destacar les representacions de la vida quotidiana dels ibers.

### Altres monuments
La ciutat conserva un bon nombre d'edificis d'interès arquitectònic, alguns dels segles xviii i xix, però especialment de principis de segle xx.
- Can Roig i Torres

Situada al nucli antic, és considerada l'edifici més emblemàtic de totes les construccions colomenques de principis de segle. Fou construïda entre el 1910 i el 1913 per iniciativa de Rafael Roig i Torres i va guanyar el premi de l'Ajuntament i la Diputació de Barcelona.L'estructura de la casa és en forma de V i al centre s'aixeca una torre central més alta coronada amb un pinacle. L'edifici mescla elements modernistes i noucentistes.
Durant anys ha tingut diversos usos: hospital durant la Guerra Civil espanyola, seu de la Falange, escola i, un cop adquirida pel consistori, seu de l'Escola Municipal de Música.
L'any 2007 es va inaugurar al subsòl de l'edifici el nou Auditori de la ciutat.
- Can Mariner

Can Mariner és una masia pagesa del segle xviii amb afegits posteriors. El seu nom prové del seu propietari del segle xix, Francesc Salvatella, anomenat el Mariner.
Està formada per un cos central de planta baixa i primer pis i una torre de tres pisos, amb finestres distribuïdes de forma asimètrica.
L'any 1985 va ser restaurada per Xavier Valls i al seu entorn es va urbanitzar una plaça. Actualment és la seu del Centre Cívic del barri del mateix nom.
- El Mas Fonollar

Aquesta masia va ser construïda abans del segle xiv i era el centre d'una heretat agrícola. El seu nom prové dels seus amos del segle xix, el Funullà o Fonollar. L'edifici és la típica masia catalana de planta baixa i pis superior amb teulat de doble vessant.
La masia fou reformada el 1982 i transformada en el Centre de Recursos per a Joves. El 2005 sofrí un dissortat incendi, amb la qual cosa fou tancada i tornada a reformar un any més tard.
- Can Sisteré

Casal edificat al segle xix com a residència d'estiueig seguint la tipologia de torre residencial aïllada i envoltada d'un jardí. En l'actualitat és un centre cultural.
- Recinte de Torribera

El conjunt està situat als terrenys de la masia de Torribera, situada a la vall Carcerenya. El 1916 la Diputació de Barcelona va adquirir aquest terrenys per construir-hi un sanatori mental, encara vigent.
El projecte va ser dut a terme pels arquitectes Josep Maria Pericas i Rafael Masó d'acord amb els valors noucentistes. Està format per cinc pavellons aïllats, la porteria i la casa del director. El conjunt està ideat com una ciutat jardí estructurat en funció de la topografia del terreny. Posteriorment s'hi han afegit d'altres pavellons d'estil completament diferents.
- Antic hospital de l'Esperit Sant

El recinte va ser construït el 1917 com a sanatori antituberculós, sobre la muntanya del Puig Fred. El projecte fou promogut per Mossèn Josep Pons i Rabada, que junt a altres institucions van adquirir i reformar l'antic mas de la Torre Roja.

## Festa patronal
S'hi celebren dues festes majors. La d'estiu és el primer cap de setmana de setembre. La d'hivern té com a dia central el 31 de desembre, festivitat de Santa Coloma.
La ciutat de Santa Coloma de Gramanet va acollir la XXV Ciutat Gegantera de Catalunya, els anys 2023 i 2024 per culpa dels 600 anys dels Gegants de la Ciutat de Barcelona i la no candidatura de cap ciutat per ser-ho

## Esport
Santa Coloma és coneguda pel seu alt nivell en el futbol sala. El CatGas Santa Coloma és el principal club de la ciutat, participa en la màxima divisió del país, la Divisió d'Honor de la LNFS. A més del seu equip professional, el club té un dels millors planters d'Espanya.
També cal destacar a la Unió Deportiva Atlètica Gramenet que porta el nom de la ciutat des dels anys 50 en el terreny del futbol.
El bàsquet també és un esport amb força tradició. El moment àlgid d'aquest esport a la ciutat va ser als anys 80, quan l'equip conegut com a Licor 43 Santa Coloma va participar en la lliga ACB.
Així mateix, Santa Coloma ha estat la seu de diverses activitats relacionades amb el jorkyball. Tanmateix assenyalar al CE Puig Castellar o el Santa Coloma Rugby Club en rugbi o el Gramenet Hoquei Patins en hoquei patins.

## Cultura

### Entitats culturals i associatives
- Acolite
- Airiños da Nosa Galicia
- Assemblea de Joves de Gramenet de Besòs
- Associació Ca La Sisqueta
- Associació Cultural Popular Aramateix
- Ateneu Popular Júlia Romera
- Casal del Mestre
- Casa de Extremadura
- Castellers de Santa Coloma
- Centre Excursionista Puig Castellar
- Centre d'Estudis de la Natura del Barcelonès Nord
- Cofradía de la VeraCruz, Nuestra Srª Mª Stmª de los Dolores, Nuestra Señora de la Piedad Y Nuestro Padre Jesús en Su Sagrada Entrada en Jerusalen
- Colla Castellera Laietans de Gramenet
- Colla Draconaires de Santa Coloma de Gramenet
- Colla de Gegants i Capgrossos de Santa Coloma de Gramenet
- Colla Vella De Diables de Santa Coloma de Gramenet
- Casa de Aragón, Virgen del Pilar
- Fòrum Grama
- Grallers de Santa Coloma de Gramenet
- Hermandad Filial de Mª Stmª de la Sierra
- Trabucaires de Santa Coloma de Gramenet

### Premis Climent Mur

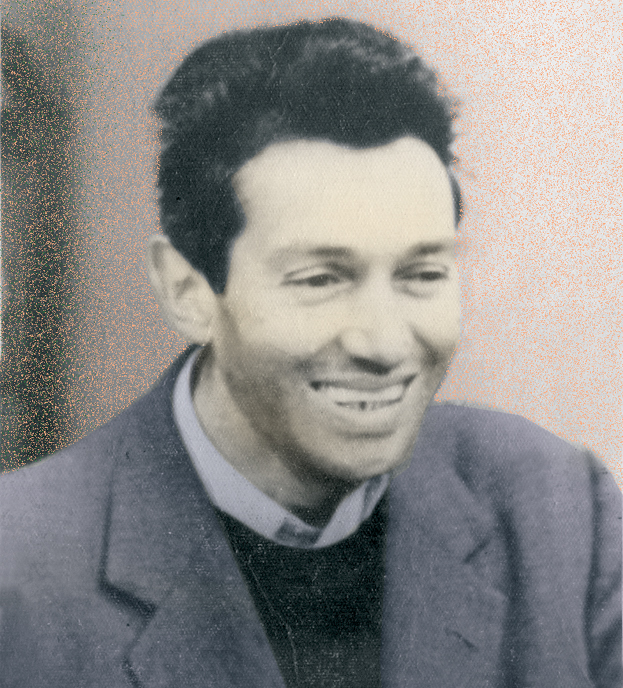
Imatge de Climent Mur

Els Premis Climent Mur són guardons que, cada dos anys des de 1989, convoca l'Àrea Cultural Oriol de Santa Coloma de Gramenet. Els guardonats amb aquests premis, són persones que d'una manera anònima, desenvolupen uns valors humans en la convivència diària amb la gent dels diferents barris de Santa Coloma de Gramenet, Barcelona i la seva Àrea Metropolitana. Els candidats són presentats a proposta d'algun grup, associació, entitat, organisme o comunitat de veïns. Posteriorment un jurat examina i valora les propostes presentades i selecciona els guardonats. L'acte de lliurament dels Premis es realitza festivament, normalment el 10 de novembre cada dos anys.
Climent Mur va néixer a Santa Coloma de Gramenet el 10 de novembre de 1927. En la seva joventut va ser obrer de la metal·lúrgia i posteriorment va fer els estudis d'infermer. Va ser ATS, Ajudant Tècnic Sanitari, i va destacar per la seva tasca humanitària en favor de la gent que el voltava. Va morir quan tenia 43 anys. Climent Mur va practicar a la seva vida molts valors humans. La seva senzillesa, l'esperit de servei, la seva simpatia i el seu bon humor, entre altres valors, van ser palesos en el tracte amb les persones veïnes sense distanciar-se'n.

## Transports

### Transport urbà
- Metro

Santa Coloma està connectada a la xarxa de metro de Barcelona a través de les línies L1 i L9 Nord de TMB. La ciutat disposa actualment de set parades (Santa Coloma, Can Zam, Singuerlín, Església Major, Fondo, Santa Rosa i Can Peixauet). Les línies L1 i L9 Nord estan enllaçades a Santa Coloma a l'Estació de Fondo
- Autobusos

La ciutat disposa de serveis regulars diürns i nocturns (NitBus) d'autobusos de les empreses TMB i TUSGSAL, que connecten amb Barcelona, Badalona i altres municipis de l'Àrea Metropolitana de Barcelona. A partir de 2003, l'empresa TUSGSAL ha creat un nou servei de busos i microbusos (línies B8X) que connecten els extrems de la ciutat millorant la mobilitat interna d'aquesta.
| Servei diürn AMB Bus Metropolità | Servei diürn AMB Bus Metropolità                                                     |
| -------------------------------- | ------------------------------------------------------------------------------------ |
| M1                               | Santa Coloma (Metro Fondo) - Badalona (Centre - Pep Ventura)                         |
| B2                               | Badalona (Canyadó) - Santa Coloma (Hospital Esperit Sant)                            |
| B5                               | Badalona (Estació de Badalona) - Santa Coloma (Hospital Esperit Sant)                |
| B14                              | Santa Coloma (Can Franquesa) - Sant Adrià de Besòs (estació Rodalies - TRAM)         |
| B15                              | Santa Coloma (Les Oliveres) - Badalona (Montigalà)                                   |
| B18                              | Santa Coloma (Can Peixauet) - Montcada i Reixac (Pl. Lluís Companys)                 |
| M19                              | Barcelona (Hosp. Vall d'Hebron) - Santa Coloma - Badalona (Hosp. Can Ruti)           |
| B20                              | Barcelona (Ronda de Sant Pere) - Santa Coloma (Oliveres)                             |
| B21                              | Barcelona (Besòs) - Santa Coloma (Molinet) - Sant Adrià (Estació de Sant Adrià)      |
| B23                              | Badalona (Montigalà) - Barcelona (Diagonal Mar)                                      |
| B24                              | Badalona (Hosp. Can Ruti) - Santa Coloma (Molinet) - Barcelona (Ronda de Sant Pere)  |
| M27                              | Santa Coloma (Les Oliveres) - Badalona (Francesc Layret)                             |
| M28                              | Badalona (Hosp. Can Ruti) - Santa Coloma - Barcelona (Estació de Sant Andreu Comtal) |
| M30                              | Santa Coloma (Ramon Berenguer - Can Franquesa) - Montgat - Tiana (La Virreina)       |
| B80                              | Santa Coloma (Can Franquesa) - Santa Coloma (Santa Eulàlia)                          |
| B81                              | Santa Coloma (Can Franquesa) - Santa Coloma (Hospital Esperit Sant)                  |
| B82                              | Santa Coloma (Torribera) - Badalona (Montigalà - El Carme)                           |
| B84                              | Santa Coloma (Santa Rosa) - Santa Coloma (Can Zam - Cementiri)                       |
| Servei diürn TMB                 |                                                                                      |
| V33                              | Barcelona (Fòrum - Campus Besòs) - Santa Coloma (Santa Rosa)                         |
| Servei nocturn AMB Nitbus        |                                                                                      |
| N2                               | L'Hospitalet de Llobregat - Pl. Catalunya - Sant Adrià - Santa Coloma - Badalona     |
| N6                               | Roquetes - Pl. Catalunya - Santa Coloma (Oliveres)                                   |
| N8                               | Sarrià (Can Caralleu) - Pl. Catalunya - Santa Coloma (Can Franquesa)                 |
| N9                               | Pl. Portal de la Pau - Pl. Catalunya - Santa Coloma - Tiana                          |
| Serveis regionals                |                                                                                      |
| 690                              | Universitat Autònoma - Santa Coloma - Badalona / Operat per Font                     |
| 500                              | Granollers - Sant Adrià (- Barcelona El Clot) / Operat per Sagalés                   |

### Xarxa viària

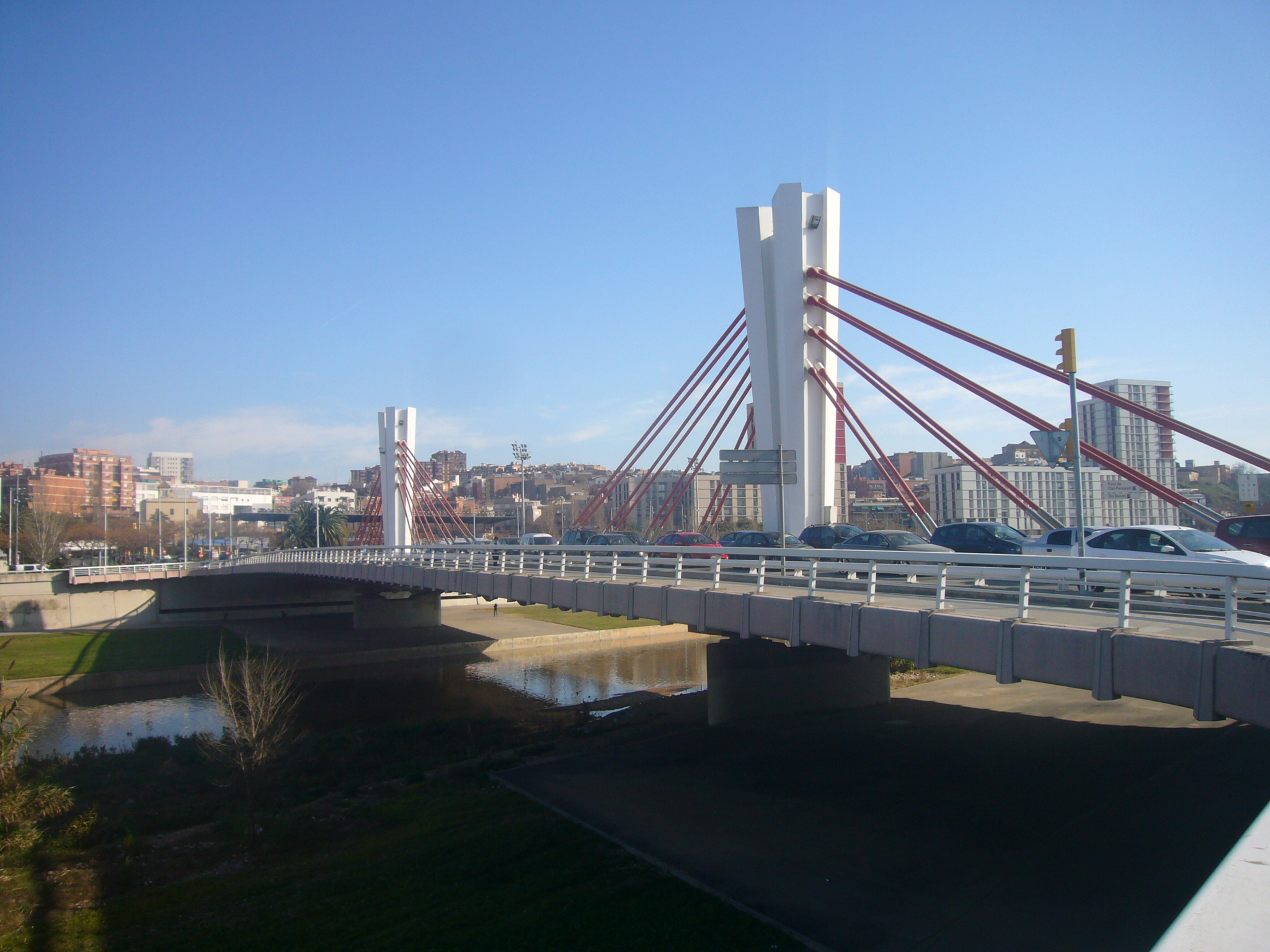
Pont de Can Peixauet.

La ciutat va restar quasi incomunicada durant el Franquisme amb Barcelona, però la xarxa de comunicacions ha millorat molt notòriament des de llavors.
La ciutat queda comunicada amb la capital mitjançant quatre ponts:
- El pont de Can Zam, que fa d'unió entre la B-20 i el Nus de la Trinitat.
- El pont de Santa Coloma, el més antic, que comunica amb el Passeig de Santa Coloma.
- El pont de Can Peixauet, obra de Juan José Arenas que enllaça amb el carrer Potosí i la sortida 30 de la Ronda Litoral.
- El pont del Molinet, que comunica el carrer de Santander de Barcelona amb el barri de Llefià de Badalona, passant per l'Hospital de l'Esperit Sant.

Quant a autopistes i carreteres, per la ciutat hi passa la B-20 de forma subterrània a l'altura del Parc d'Europa. A més, la ciutat s'uneix amb Montcada i Reixac a través de la BV-5001, popularment anomenada Carretera de la Roca.

## Ciutats agermanades
Ciutats agermanades amb Santa Coloma de Gramenet:
| - Agermanaments amb Europa: - Kilmarnock, (Escòcia) - Huelma, (Andalusia) - Cogoleto, (Itàlia) - Cabra, (Andalusia) - Alès, (Occitània, França) | - Agermanaments cooperació: - Villa El Salvador, (Perú) - Habana de l'Est, (Cuba) - Edchera, (República Àrab Sahrahui Democràtica) - Jalapa, (Nicaragua) |

A més, participa en la Xarxa Columba, agermanament multilateral amb les Santes Colomes.